# Igor Righetti
Igor Righetti (Grosseto, 25 giugno 1969) è un giornalista, conduttore televisivo, conduttore radiofonico, autore, regista, sceneggiatore, attore, scrittore e docente di Comunicazione italiano. È cugino di Alberto Sordi.

## Biografia
Giornalista professionista dal 1995, è stato capo ufficio stampa dell’Istituto Poligrafico e Zecca dello Stato e delle sue consociate (Cartiere Miliani Fabriano, Editalia – Edizioni d'Italia, Sipleda – Società italiana per le edizioni d'arte). È stato dirigente nella funzione di capo ufficio stampa e web content manager della sede italiana della multinazionale svedese Ericsson. Ha curato le media relations di Sony-Ericsson ed è stato direttore comunicazione di Pineider 1774 e Nazareno Gabrielli.
È stato responsabile comunicazione e ufficio stampa di Federparchi-Europarc Italia, federazione dei parchi e delle riserve naturali, associazione di promozione sociale che riunisce e rappresenta gli enti gestori delle aree protette naturali italiane.

### Programmi televisivi
Dal 1986 al 1989 ha partecipato come autore e conduttore al programma Crazy Time di Clive Malcolm Griffiths su Videomusic. Sempre con Clive Malcolm Griffiths dal 1998 al 1999 è stato autore e conduttore del programma Lucca Comics (10 puntate per ciascuna delle due edizioni) in onda su TMC 2 e Odeon TV. È stato autore, inviato, ospite fisso e conduttore in varie trasmissioni di Rai 3, Rai 2 (tra cui Futura City, programma sulle nuove tecnologie, e ComuniCattivo in Tv), Rai 1 (dove nel 2007 ha fatto parte del cast fisso del programma in prima serata su Rai 1 Io mi fido di te).; è opinionista di programmi Rai, Mediaset, LA7 e Sky.

### Programmi radiofonici
Su Rai Radio 1, da settembre 2023 è autore e conduttore del format quotidiano crossmediale intergenerazionale in diretta alle 20:30 Igorà-Tutti in piazza.
Su Rai Isoradio, da marzo 2021 è autore e conduttore del format quotidiano da lui ideato, L’autostoppista, il primo programma radiofonico pet friendly dove il co-conducente è il bassotto Byron, il quale interagisce con gli “autostoppisti” rimasti in panne e bisognosi di un passaggio su temi legati alla tutela e ai diritti degli animali. 
Su Rai Radio 1 dal 30 giugno 2003 al 4 aprile 2014 è stato autore e conduttore del format quotidiano crossmediale intergenerazionale sui linguaggi della comunicazione Il ComuniCattivo (oltre 12.000 le interviste realizzate, 2249 le puntate andate in onda). Il ComuniCattivo è stato tra i primi programmi di Rai Radio 1 ad avvalersi del podcast e ha inaugurato l'infotainment del canale.
Sempre su Rai Radio 1, nel 2004, ha ideato e condotto il format multipiattaforma del primo radio reality a livello internazionale In radio veritas, la parola alla parola. Al radio reality - che celebrò gli ottant'anni della radio - parteciparono oltre 30 personaggi del mondo dello spettacolo, della cultura e del giornalismo tra i quali Renzo Arbore, Mario Monicelli e Giorgio Albertazzi.
Nel 2009, in occasione dei 100 anni del Premio Nobel per la fisica a Guglielmo Marconi per Radio RAI ha ideato e organizzato il concorso annuale nazionale per aspiranti conduttori radiofonici La radio è di parola, primo talent di servizio pubblico dedicato a coloro che amano la radio (in collaborazione con il Ministero del Turismo). Si sono svolte 4 edizioni.

### Attività giornalistica
Ha cominciato il suo percorso professionale di giornalista al quotidiano La Nazione (1989/1991) e ha proseguito a La Stampa (dove è stato responsabile della pagina “Cultura e tradizioni locali” dell’edizione della Valle d'Aosta – 1991/1993) e a L'Indipendente diretto da Vittorio Feltri (1993/1994).
Ha collaborato per i quotidiani Italia Oggi (dove ha curato anche la pagina settimanale “ComunicAteneo”, notizie e informazioni sul mondo universitario della comunicazione), Il Giornale, Libero, Milano Finanza, Il Sole 24 Ore, Affari Italiani, Il Tempo e per i periodici La Repubblica Affari & Finanza, I viaggi di Repubblica, Panorama, Panorama Travel, Panorama Economy, Oggi, Radiocorriere TV, TV Sorrisi e Canzoni, Capital, Class, Dove, Max, Men's Health, Archeo e Archeologia Viva.
Ha diretto numerose testate tra cui “Lettere - il mensile dell’Italia che scrive”, primo periodico italiano dedicato alle varie forme di scrittura e, dal 2018 al 2020, il mensile d'informazione, attualità, cultura e spettacolo Mese per Mese e il quotidiano digitale MeseperMese.it. Collabora come editorialista e con reportages di viaggi dal mondo a numerosi quotidiani e periodici nazionali.

### Docenze universitarie
Dal 1996 è docente in corsi, master e seminari di Linguaggi radiotelevisivi e Comunicazione dell'Università Sapienza di Roma, Università Iulm, Università degli studi di Roma Tor Vergata, Istituto europeo di design (Roma e Milano), Scuola nazionale dell’Amministrazione della Presidenza del Consiglio dei ministri, Scuola superiore di giornalismo della Luiss “Guido Carli” di Roma, Facoltà di Scienze politiche Università Luiss “Guido Carli” di Roma, Università degli studi di Palermo, Quality college del Consiglio nazionale delle ricerche - Cnr, Business school Il Sole24Ore, Campus Multimedia Mediaset, Istituto di formazione per la pubblica amministrazione - Formez - Roma, Link Campus University di Roma, Business School Ateneo Impresa, Regione Siciliana. Per l’Università degli studi di Udine ha ideato il primo corso italiano sull’“Informazione radiotelevisiva nell'era crossmediale attraverso l’infotainment”.

### Cinema e fiction
Ha partecipato a diverse fiction e ai film di Pupi Avati Il papà di Giovanna, Gli amici del bar Margherita e Un matrimonio; nel 2016 ha preso parte al film di Antonio Centomani, L'aquilone di Claudio.
- Distretto di Polizia 7, regia di Alessandro Capone (Taodue, 2007) prima serata Canale 5. Ruolo: prof. Carlo Ponte.
- R.I.S. 4–Delitti imperfetti, regia di Pier Belloni (Taodue, 2008) prima serata Canale 5. Ruolo: direttore del telegiornale, episodio 4x12
- Intelligence – Servizi & segreti, regia di Alexis Sweet (Taodue, 2009) prima serata Canale 5. Ruolo: anchorman tv . Con Raoul Bova.
- Mio figlio – Nuove storie per il commissario Vivaldi, regia di Luciano Odorisio (Rai fiction e Sacha film company, 2010) prima serata RaiUno. Ruolo: psicologo Giulio Andreani. Con Lando Buzzanca.
- Un medico in famiglia (settima serie), regia di Elisabetta Marchetti (Rai fiction e Publispei, 2010) prima serata RaiUno. Ruolo: commissario di polizia. Con Giulio Scarpati.
- An ice family, regia di Luca Baldanza (Stream Tv – canale TVL, 2001), teen-soap di 100 puntate in italiano e inglese con Clive Malcolm Griffiths. Ruoli: vari personaggi da lui ideati.
- 7 vite, regia di Monica Massa (Publispei, 2009) RaiDue. Ruolo: professore di storia Carlo Gloss.
- Nel 2024 ha scritto il soggetto, la sceneggiatura ed è stato il regista del docufilm Alberto Sordi secret, il primo sulla vita privata di suo cugino Alberto Sordi, progetto internazionale anche in lingua inglese e spagnola. Tra gli attori, Fioretta Mari, Maurizio Mattioli, Enzo Salvi, Emanuela Aureli, Mirko Frezza, Vincenzo Bocciarelli, Daniele Foresi, Lorenzo Castelluccio, Emily Shaqiri. Il docufilm è tratto dal libro Alberto Sordi segreto scritto da Righetti e pubblicato da Rubbettino Editore. Direttore della fotografia, Gianni Mammolotti. È stato presentato come omaggio al grande attore, davanti a una sala gremita, durante la diciannovesima edizione della Festa del cinema di Roma (2024).[36][37]
- Il 30 aprile 2025 il docufilm Alberto Sordi secret è stato presentato al Senato della Repubblica italiana [38]

## Pubblicazioni
- Il ComuniCattivo e la sua vena creativa, Guerini e associati, 2003
- Prove tecniche di comunicazione, Guerini e associati, 2003 (prefazione del testo universitario Mario Morcellini)
- Come ammazzare il tempo senza farlo soffrire, Baldini Castoldi Dalai, 2005 (prefazioni di Alberto Bevilacqua, Domenico De Masi e Francesco Sabatini
- MusiCattiva, la comunicazione a pezzi, Media Records, 2006 - progetto di comunicazione in chiave musicale, autore e interprete dell’album con nove bravi in cui Righetti duetta anche con Donatella Rettore[39]. Alcune versioni delle canzoni sono diventate suonerie scaricate dai portali di 3 e di Wind.
- Felici come mosche in un Paese di stitici, De Agostini, 2009
- Comunicare, un successo!, Utet, 2009 (prefazioni del testo universitario di Lorenzo Del Boca, Massimo Egidi, Alessandro Finazzi Agrò e Giovanni Antonio Puglisi)
- Italia supposta, una Repubblica fondata sulla prostata[40], Igor Righetti Comunicazione, 2014 anche in formato ebook (primo progetto editoriale italiano di libroterapia) prefazione di Raffaele Morelli
- Alberto Sordi segreto, Rubbettino Editore, 2020, anche in ebook (il primo libro digitale autografato mai realizzato finora) prefazione di Gianni Canova. È il primo volume sulla vita fuori dal set di Alberto Sordi del quale l'autore è cugino. Attualmente è all'undicesima ristampa.
- Il 10 gennaio 2023 ha pubblicato con Teorema Edizioni musicali (distribuito da Giungla Records) un progetto di comunicazione in chiave musicale titolato “Vaffanvip” dedicato ai "morti di fama", scritto e interpretato da Igor Righetti con la contessa Patrizia de Blanck, Lorenzo Castelluccio, Samuele Socci e l’arrangiamento di Phil Bianchi.

## Riconoscimenti
- 2005 Premio nazionale di cultura nel giornalismo “Penna d’oro” nella sezione arte e la letteratura.
- 2006 "Grand Prix Corallo Città di Alghero"[41].
- 2007 Premio del Festival Internazionale del cinema di Salerno[42][43] (61ª edizione) come attore rivelazione dell'anno per la sua interpretazione nella fiction Distretto di Polizia 7.
- 2007 Premio Nazionale Euromediterraneo[44][45] come esempio originale di programma di infotainment.
- 2008 Premio "Voce dell'anno, la più rappresentativa dell'informazione radiofonica"[46][47], X Leggio d'oro.
- 2010 Premio alla voce socio-culturale, XII Leggio d'oro[48].
- 2010 Medaglia della Presidenza della Camera dei deputati alla Comunicazione socio-culturale.
- 2010 International URTI Radio Grand Prix (Parigi) per il suo programma multipiattaforma Il ComuniCattivo.[49][50][51].
- 2017 Premio internazionale Apoxiomeno per il giornalismo e la comunicazione.[52][53][54].
- 2020, per il suo libro “Alberto Sordi segreto” ha ricevuto 6 premi letterari, di cui due internazionali: l’International Tour Film Festival, l’Apoxiomeno International Award, il Premio Km Alberto Sordi (Comune di Popoli – Pescara), il premio nazionale Caravella Tricolore, il Premio “Cinema Anni d’oro – Premio George Hilton”, “Premio Amici di Alberto Sordi” (XX edizione, 2023).
- 2023, per il suo progetto di comunicazione in chiave musicale “Vaffanvip” dedicato ai “morti di fama” ha ricevuto il premio “Roma videoclip – Il cinema incontra la musica” durante la XX edizione della rassegna che si è svolta negli studi di Cinecittà. Tra i cantanti e i registi premiati figurano Vasco Rossi, Giovanni Allevi, Alessandra Amoroso, Antonello Venditti, Piero Pelù, Biagio Antonacci, Negramaro, Fiorella Mannoia, Tiromancino, Gianna Nannini, Eugenio Bennato, Michele Placido, Manetti Bros., Fausto Brizzi, Alessandro D’Alatri, Mimmo Calopresti, Marco Risi, Giovanni Veronesi, Edoardo Leo.[55]
- Nel 2023 ha ricevuto, nella sala della Protomoteca in Campidoglio, il prestigioso premio “Microfono d’oro” per il suo programma quotidiano crossmediale intergenerazionale “L’autostoppista” (in onda in diretta su Rai Isoradio) quale migliore trasmissione radiofonica italiana di infotainment.
- 2023, “Premio Fori Imperiali” per i meriti acquisiti per i quali si distingue in Italia e all’estero.
- 2024, "Premio Roma Città Eterna" per la sua attività di giornalista e conduttore radiotelevisivo.
- 2024, "Premio Penna d'Oca del Campidoglio", riconoscimento dedicato a chi fa la differenza nella vita quotidiana, nel rispetto degli animali e della biodiversità.
- Nel 2024 ha ricevuto, nella sala della Protomoteca in Campidoglio, il premio “Microfono d’oro” per il suo programma quotidiano crossmediale intergenerazionale “Igorà-Tutti in piazza” (in onda in diretta su Rai Radio 1) quale migliore trasmissione radiofonica italiana di cultura.[56][57]
- Nel 2024 ha ricevuto il Premio nazionale Caravella Tricolore (XII edizione) per la regia e la sceneggiatura del docufilm internazionale, anche in inglese e spagnolo, "Alberto Sordi secret", il primo sulla vita privata del grande attore.
- Nel 2024, all’Ostia film festival italiano, è stato premiato per la regia e la sceneggiatura del suo docufilm internazionale “Alberto Sordi secret”.
- Il 9 giugno 2025 ha ricevuto il Premio internazionale Anna Magnani per la regia e la sceneggiatura del docufilm “Alberto Sordi secret”.[58]
- Il 10 luglio 2025, nella sala della Protomoteca in Campidoglio, ha ricevuto il suo terzo “Microfono d’oro” per il suo programma quotidiano crossmediale intergenerazionale pet friendly contro il politicamente corretto “Igorà-Tutti in piazza” (in onda in diretta su Rai Radio1 alle 20.30) quale migliore trasmissione radiofonica italiana di infotainment (informazione e intrattenimento).[59][60]
- Il 6 luglio 2025, a Villa Domi, a Napoli, gli è stato assegnato il Premio “La Fescina” alla carriera.[61]
- L’11 luglio 2025 è stato premiato con “L’Ischia-Docu Award” per il suo docufilm “Alberto Sordi secret” all'Ischia Global Film & Music Festival.[62]
- Il 20 luglio 2025 ha ricevuto il Premio Filmare Festival per la regia del suo pluripremiato docufilm internazionale “Alberto Sordi secret”.[63]
- Il 13 agosto 2025 gli è stato consegnato a Corciano (Perugia) lo storico Premio “Umbria del Cuore” per il suo docufilm “Alberto Sordi secret” [64]